# سامیکشا باتناگار
سامیکشا باتناگار (به انگلیسی: Samiksha Bhatnagar) بازیگر هندی است.
از کارهای معروف او می‌توان به بازی در فیلم پسران پوستر و دختران تقویم اشاره کرد.